# Elecciones provinciales de Río Negro de 2003
Las elecciones generales de la provincia de Río Negro de 2003 tuvieron lugar el domingo 31 de agosto del mencionado año, con el objetivo de renovar las instituciones provinciales y municipales de la provincia, en desfase con las elecciones presidenciales, que se habían realizado en abril, pero en paralelo con la elección de tres diputados correspondientes al distrito. Fueron las sextas elecciones provinciales desde la restauración de la democracia en Argentina en 1983, así como los décimos comicios rionegrinos desde la provincialización del territorio en 1958. Bajo la constitución provincial vigente, se debía elegir al Gobernador y al Vicegobernador en fórmula única, así como a los 43 integrantes de la Legislatura Provincial mediante un sistema mixto proporcional y distrital, conformando los poderes ejecutivo y legislativo de la provincia para el período 2003-2007. Al mismo tiempo, se eligió a las autoridades locales de treinta municipios de la provincia, compuestos por un intendente con un mandato de dos o cuatro años que ejercería el poder ejecutivo y un Concejo Deliberante a cargo del poder legislativo.
Estas serían las primeras elecciones en realizarse después de la crisis de diciembre de 2001 que había detonado la renuncia del presidente Fernando de la Rúa y la posterior elección como presidente del justicialista Néstor Kirchner en el marco de la división del peronismo y el colapso del radicalismo, viéndose fragmentados los dos principales movimientos históricos del país. En Río Negro, gobernada por la Unión Cívica Radical desde la restauración de la democracia, se notó fuertemente la fragmentación al presentarse nueve candidatos a gobernador, de los cuales cuatro tenían serias posibilidades de éxito, dos con raíces en el radicalismo y dos en el peronismo. El candidato del oficialismo radical fue Miguel Ángel Saiz, por la coalición Concertación para el Desarrollo; mientras que el Partido Justicialista se alió con el Partido Provincial Rionegrino y presentó a Carlos Ernesto Soria, siendo ambos postulantes provenientes de General Roca. Destacó la candidatura de Julio Arriaga, por la Afirmación para una República Igualitaria o ARI, y Eduardo Rosso, de un sector progresista disidente del justicialismo denominado «Movimiento de Acción Rionegrina» o MARA.
Con este escenario, se consideraba muy poco probable que el radicalismo retuviera el gobierno provincial. Resultaba clave en los comicios el apoyo del presidente Kirchner, que en las elecciones presidenciales había obtenido una clara victoria en la provincia. Este se mantuvo, pese a lo anterior, ambiguo con respecto a la fórmula justicialista local, a pesar de que Soria (exfuncionario de la administración interina de Eduardo Duhalde) defendió una buena relación con el nuevo mandatario nacional, y se mostró más inclinado a aliarse con Rosso, perteneciente al peronismo más ligado al naciente kirchnerismo. Sin embargo, debido a la crisis que sufría el radicalismo después de la caída del gobierno de De la Rúa, desgastado a su vez por veinte años de gobierno sobre la provincia, y siendo Saiz visto como un candidato «deslucido» por varios círculos políticos, se esperaba que el peronismo ganara las elecciones con relativa facilidad. A pesar de que la diferencia en las encuestas entre el postulante oficialista y el candidato del principal partido opositor disminuyó ligeramente en los últimos días antes de la elección, prácticamente todos los sondeos auguraban que Saiz sería derrotado por Soria.
Finalmente, contra todo pronóstico y en medio de una fuerte atomización, Saiz obtuvo una victoria sorpresiva con solo el 32,65% de los votos positivamente emitidos, el porcentaje más bajo para cualquier gobernador electo en la historia de la provincia, sobre el 30,27% que obtuvo Soria con el apoyo del PJ y el PPR (22,15 y 8,12%, respectivamente). La diferencia absoluta entre los dos candidatos más votados fue de solo 5.704 sufragios exactos. En tercer lugar se ubicó el candidato del ARI, Arriaga, con un 20,37% de los votos en una de sus primeras elecciones en la provincia; y el cuarto lugar Rosso, con el 10,35%. Los demás candidatos no superaron el 2% de los sufragios. La división entre múltiples listas y el sistema electoral mixto con un piso del 22% de los votos para las candidaturas circuitales jugó un papel fundamental en favor del radicalismo en las elecciones legislativas, y la Concertación para el Desarrollo conservó una holgada mayoría con 24 de los 43 escaños, a pesar de no haber superado el tercio de votos, contra 10 diputados de la alianza PJ-PPR, 7 del ARI y 2 del MARA. Hubo un elevado nivel de voto en blanco y anulado, superando el 8% del total emitido, y la participación fue bastante más baja que en los anteriores comicios, del 73,97%.
Saiz, asumió como gobernador el 10 de diciembre de 2003, con Mario de Rege como vicegobernador. Nacido en Montevideo, Uruguay, recibió el cargo de manos de Pablo Verani, gobernador saliente nacido en Italia, por lo que Río Negro tuvo dos gobernadores seguidos que nacieron fuera de Argentina.

## Antecedentes
Las elecciones estarían marcadas por la crisis de diciembre de 2001, que provocó la renuncia de Fernando de la Rúa, presidente de la Unión Cívica Radical dentro de la Alianza para el Trabajo, la Justicia y la Educación, y la llegada de Eduardo Duhalde al cargo de presidente interino, poco después de las elecciones legislativas en las que la coalición oficialsita había salido ampliamente derrotada y más de un 25% del electorado emitió votos en blanco o anulados, evidenciando la crisis de representatividad que sufría el país. En Río Negro, gobernada por el radicalismo desde la restauración de la democracia en 1983, la Alianza conservó su preponderancia con el 35,82% de los votos sobre el 26,50% de la lista del opositor Partido Justicialista. Las dos coaliciones que habían participado en las anteriores elecciones apoyando al bipartidismo: la Alianza entre la UCR, el FREPASO, el Partido Provincial Rionegrino y la Democracia Cristiana; y el Frente para el Cambio entre el Partido Justicialista y el Movimiento Patagónico Popular, se habían diezmado en mayor o menor medida o habían sufrido deserciones. El PPR, el PDC y el MPP abandonaron las alianzas y cometieron por separado en las elecciones. El Partido Humanista obtuvo el 7,72% en toda la provincia, ubicándose en el tercer puesto. Un 24,49% del electorado rionegrino emitió votos anulados, y un 4,08% en blanco, mientras que la abstención rondó el 25%, lo que implicó que más de un 40% de los votantes registrados de la provincia se abstuvieran de alguna forma.
Después de la caída del gobierno de De la Rúa, la UCR entró en una profunda crisis. En las elecciones de 2003, adelantadas por el gobierno de Duhalde para el 27 de abril y separadas de los comicios legislativos, el peronismo gobernante concurrió dividido en tres candidaturas: la del expresidente Carlos Menem, la del gobernador de Santa Cruz Néstor Kirchner y la del exgobernador de San Luis y expresidente interino Adolfo Rodríguez Saá. El radicalismo, además de su candidatura oficial con Leopoldo Moreau, se vio fragmentado con otros dos candidatos: Ricardo López Murphy, por la formación Recrear para el Crecimiento, y Elisa Carrió, por la alianza Argentinos por una República de Iguales. Kirchner, que resultó elegido presidente luego de que Menem se retirara de la eventual segunda vuelta electoral que debía realizarse entre ambos, obtuvo un triunfo holgado en Río Negro con el 35,39% de los votos, mientras que Moreau obtuvo el 3,32%, la peor elección en la historia del radicalismo en Río Negro. De cara a las elecciones inminentes de renovación de autoridades provinciales, se consideraba muy difícil que la UCR retuviera el control del distrito rionegrino.

## Reglas electorales

### Cargos a elegir
Las elecciones se realizaron bajo el texto constitucional sancionado el 3 de junio de 1988, siendo los cuartos comicios provinciales que tenían lugar bajo dicha carta magna provincial. La misma establecía los siguientes cargos y procedimientos de elección:
- Gobernador y vicegobernador electos por mayoría simple.
- 43 diputados, la totalidad de los miembros de la Legislatura Provincial:
  - 19 diputados electos por toda la provincia por sistema d'Hondt con un piso electoral de 5%.
  - 24 diputados electos en 8 circuitos electorales de 3 diputados cada uno por sistema d'Hondt con un piso electoral de 22%.

### Renovación legislativa
| Alto Valle Centro Alto Valle Este Alto Valle Oeste Andino Atlántico Línea Sur Valle Inferior Valle Medio | Alto Valle Centro Alto Valle Este Alto Valle Oeste Andino Atlántico Línea Sur Valle Inferior Valle Medio | Alto Valle Centro Alto Valle Este Alto Valle Oeste Andino Atlántico Línea Sur Valle Inferior Valle Medio | Alto Valle Centro Alto Valle Este Alto Valle Oeste Andino Atlántico Línea Sur Valle Inferior Valle Medio |
| Circuito                                                                                                 | Diputados circuitales                                                                                    | Diputados poblacionales                                                                                  | Total |
| --- | --- | --- | --- |
| Alto Valle Centro                                                                                        | 3 | 19 | 43 |
| Alto Valle Este                                                                                          | 3 | 19 | 43 |
| Alto Valle Oeste                                                                                         | 3 | 19 | 43 |
| Andino                                                                                                   | 3 | 19 | 43 |
| Atlántico                                                                                                | 3 | 19 | 43 |
| Línea Sur                                                                                                | 3 | 19 | 43 |
| Valle Inferior                                                                                           | 3 | 19 | 43 |
| Valle Medio                                                                                              | 3 | 19 | 43 |
| Total | 24 | 19 | 43 |

## Candidaturas
En paralelo con la crisis sufrida a nivel nacional, la Unión Cívica Radical, oficialista desde hacía veinte años en el distrito rionegrino, enfrentó una difícil situación interna para definir su binomio gubernativo, ante la imposibilidad tanto de Pablo Verani (gobernador en ejercicio) como de Bautista Mendioroz (su vicegobernador) de postularse debido a que ya habían integrado la fórmula ejecutiva por dos mandatos consecutivos. Un intento de Mendioroz para que sus dos mandatos en la vicegobernación no contara para postularse a la gobernación fue desbancado judicialmente por la intervención del exmandatario Horacio Massaccesi, el cual más tarde estaría cerca de ser expulsado del partido. Se buscaron acuerdos para evitar la realización de internas directas que pudieran dividir al partido, con escaso éxito. Finalmente, la candidatura fue para Miguel Ángel Saiz, exintendente de General Roca, cuyo candidato a vicegobernador sería Mario de Rege.
Dentro del Partido Justicialista, principal formación opositora en la provincia desde la restauración de la democracia y gobernante a nivel nacional, existió un amplio consenso para nominar al dirigente Carlos Ernesto Soria, el cual había ejercido como Secretario de Inteligencia en el gobierno de Eduardo Duhalde y respondía al sector del justicialismo que le era favorable. A pesar de haber comenzado una carrera dentro del peronismo de la provincia de Buenos Aires, Soria comenzó a perfilarse nuevamente en su provincia desde principios de 2002, después de que el PJ perdiera allí las elecciones legislativas de 2001, sacando en el proceso de Remo Costanzo (su candidato en las dos anteriores elecciones) del Senado. A partir de entonces sumó el apoyo clave del dirigente Miguel Ángel Pichetto, que resultó crucial para obtener la candidatura. Ante un reclamo por parte del candidato a gobernador, se produjo un compromiso en enero de 2003 por el cual los tres candidatos presidenciales del dividido partido (Carlos Menem, Néstor Kirchner y Adolfo Rodríguez Saá) se comprometieron a apoyar las candidaturas gubernativas que surgieran de las elecciones internas del justicialismo en cada provincia. La candidatura justicialista formó una colectora con el Partido Provincial Rionegrino, que hasta entonces había apoyado a los candidatos radicales.
Un sector del justicialismo más progresista, rechazando la candidatura de Soria, configuró el «Movimiento de Acción Rionegrina» o MARA, integrado tanto por dirigentes peronistas encolumnados en torno a la candidatura de Eduardo Rosso; como del Movimiento Patagónico Popular, liderado por el exintendente de Cipolletti Julio Rodolfo Salto. Rosso resultó expulsado del Partido Justicialista rionegrino en abril de 2003 por haberse desmarcado de la interna justicialista (a pesar de apoyar la candidatura presidencial de Néstor Kirchner) aduciendo falta de garantías y prefiriendo competir por fuera del partido en contra de Soria. Rosso atacó al justicialismo oficial por no haber expulsado a los legisladores involucrados en el escándalo de coimas en el Senado de 2000, declarando que: «Para el PJ, parece que es más grave pensar distinto y plantear el debate interno que robar o participar en sobornos».
El dirigente del MPP y también exintendente cipoleño, Julio Arriaga, se postuló apoyado por la naciente Afirmación para una República Igualitaria o ARI, encabezada a nivel nacional por Elisa Carrió, recibiendo el apoyo del partido Frente Grande (que había ocupado el tercer puesto en las anteriores elecciones) y el Partido Demócrata Progresista. Los cuatro candidatos principales apoyaban en mayor o menor medida al gobierno de Néstor Kirchner, el cual se mantuvo en su mayoría apartado de la elección.
Otros cinco partidos políticos presentaron candidaturas gubernativas. El Partido Humanista, que esperaba conservar el fuerte electorado evidenciado en los comicios legislativos de 2001, postuló a Adolfo Martínez para la gobernación, con Emilio Nemeth como compañero de fórmula. Recrear para el Crecimiento, tercera fuerza de las elecciones presidenciales de abril, rechazó en forma tajante la idea de un acuerdo con el radicalismo (del que constituía una escisión importante) y resolvió concurrir con candidatos propios a la gobernación, presentando a Agustín Argibay como postulante a gobernador, y a Jorge Gómez para la vicegobernación, decisión tomada en junio de 2003 por medio de su Junta Promotora Provincial. Aunque el partido se mostró abierto a lograr acuerdos con otras formaciones políticas ajenas al oficialismo, finalmente concurrió en solitario. La Izquierda Unida, compuesta por el Partido Comunista y el Movimiento Socialista de los Trabajadores, presentó a Antonio Alac para la gobernación, con Silvia Rodríguez, de la Asociación de Trabajadores del Estado, como compañera de fórmula.

## Campaña
La campaña estuvo signada por la posible relación que tendría el gobernador electo con la administración nacional cada vez más popular que encabezaba Néstor Kirchner, al comienzo del surgimiento del kirchnerismo en la política argentina. Considerando que tenía la ventaja ante el oficialismo desgastado, Soria buscó exagerar al máximo el apoyo brindado por Kirchner, comprometiéndose a llevar adelante su proyecto político en Río Negro de ganar las elecciones, augurando un «cambio con humildad» en la provincia, y criticando los veinte años de gobernaciones radicales como un período de «soberbia». Se comprometió a mejorar el sistema de salud de la provincia, y a dar importancia al presupuesto educativo, dos de las problemáticas más destacadas en la política de la provincia.
Sin embargo, la verdadera situación con respecto al apoyo de Kirchner a la candidatura justicialista oficial fue incierta. El lanzamiento de su campaña, con hasta 1000 personas de concurrencia, contó con la presencia del vicepresidente Daniel Scioli, quien afirmó que el propio Kirchner no había acudido por «estar ocupado con cuestiones de gobierno» y se negó a dar demasiados detalles con respecto a la posible victoria de Soria, afirmando que, en su experiencia previa como deportista: «aprendí que se gana cuando se baja la bandera a cuadros y en las elecciones cuando se cuentan los votos y nada se consigue sin trabajo y sin esfuerzo». La noción de que la fórmula nacional tenía mejor relación con el candidato disidente del MARA, Rosso, fue notable durante toda la campaña, sobre todo después de que el propio Scioli afirmaba que Rosso «había aportado mucho» a la victoria kirchnerista, y de Kirchner publicara una foto con él, algo que Soria había buscado previamente. La coalición PJ-PPR no tuvo más remedio que confiar en que el desgaste radical bastaría para ganar.
Por su parte, Saiz mantuvo un enfoque que fue criticado como «deslucido» y carente de la estética original del radicalismo, con el probable propósito de diferenciarse del pasado inmediato del partido, muy debilitado después del fracaso del gobierno de De la Rúa. Respondiendo a las críticas del justicialismo en un spot de campaña de que veinte años de gobernación era «mucho tiempo», criticó al postulante justicialista por sus propuestas «lamentables», y afirmó que veinte años era «mucho tiempo para estar cómodamente sentado en un sillón de Capital Federal», pero no para «cumplir con un proyecto de provincia». El gobernador saliente, Pablo Verani, se mostró activo y participó mucho en la campaña a favor de Saiz, criticando con dureza a todos los demás candidatos a gobernador y llamando al electorado a tener «memoria» sobre la corrupción en el gobierno menemista de los años '90, de los cuales formaron parte figuras como Soria y Pichetto. El cierre de campaña del radicalismo fue en Viedma el 27 de agosto y contó con la presencia de más de 2.000 personas.
Argibay, candidato de Recrear para el Crecimiento (que con la candidatura de Ricardo López Murphy había sumado el 15,46% en las elecciones presidenciales de abril) afirmó que esperaba obtener un buen resultado, aunque admitió que era extremadamente difícil que su partido ganara la gobernación, comprometiéndose a empezar por «hacerse sentir» en la provincia. El eje de sus propuestas fue la descentralización provincial, afirmando que el municipio era para su campaña el más importante eje de una buena gestión, y describió fortalecer los organismos municipales de Río Negro como «una pequeña obsesión».
La Izquierda Unida, con Antonio Alac como candidato, propuso devolver los recursos naturales de la provincia a manos del estado para «ponerlos al servicio de la gente», comprometiéndose a aumentar los salarios, realizar una reforma agraria, reinstalar el Banco de la Provincia de Río Negro, un plan alimentario integral, e implementar tarifas de servicios especiales para desocupados, jubilados y sectores desfavorecidos. En cuestiones políticas, sostuvo la idea de instalar procedimientos de democracia participativa, con asambleas periódicas y movilizaciones.

## Resultados

### Gobernador y vicegobernador

#### Resultado general
Finalmente, las elecciones resultaron en una muy estrecha victoria para la fórmula Saiz-De Rege, de la Concertación para el Desarrollo con un 32,65% de los votos, tan solo 5.704 votos exactos (2,38 puntos porcentuales) por encima de la fórmula Soria-Durán, de la colectora Partido Justicialista-Partido Provincial Rionegrino, que obtuvo el 30,27% de los votos debido a la superposición entre el PJ (con un 22,15%) y el PPR (con un 8,12%). Saiz se convirtió de este modo en el primer gobernador rionegrino en resultar electo obteniendo menos de un tercio de los votos positivamente emitidos, y en la primera instancia en la historia de la provincia en que las dos candidaturas más votadas no sumaron dos tercios de la cantidad de votos a partidos políticos validados, con el nivel de polarización más bajo de la historia electoral rionegrina (62,92%), en contraposición a los anteriores comicios, en los cuales la polarización entre el postulante radical y el postulante peronista había sumado un 90,33% del electorado (el récord antónimo de elección más polarizada), lo que implicó una fuga de casi un tercio de los votos para el bipartidismo tradicional. Esto no se manifestó en los triunfos netamente posicionales por departamento: Saiz se impuso en Adolfo Alsina, Bariloche, Conesa, El Cuy, Nueve de Julio, San Antonio y Veinticinco de Mayo; mientras que Soria (por superposición de votos entre el PJ y el PPR) ganó en Avellaneda, General Roca, Ñorquincó, Pichi Mahuida, Pilcaniyeu y Valcneta.
La fragmentación del voto contrario al oficialismo en terceras fuerzas jugó un papel más importante que nunca en favor del triunfo de la fórmula radical: el Encuentro para los Rionegrinos, con Arriaga como candidato, sumó el 20,37% de los votos, el tercer mejor resultado para una tercera fuerza después de los porcentajes obtenidos por el PPR en 1973 y 1987, y a su vez la tercera instancia en que una formación ajena al bipartidismo superaba el 20% de los votos. El MARA, por su parte, logró el 10,35% de las preferencias, muy lejos de las expectativas pero costándole, en la práctica, la elección al justicialismo oficial. Los demás partidos obtuvieron resultados muy magros, destacando el Partido Humanista, que dos años atrás se había convertido en la tercera fuerza provincial en los comicios legislativos, obteniendo 14.025 votos (7,72%) y pasando en estos comicios a recibir solo 3.810, una caída de 10.215 sufragios, si bien continuó, en teoría, siendo la tercera fuerza más votada detrás de las cuatro formaciones que se habían escindido del radicalismo y el justicialismo (el MARA y el Encuentro). A pesar de su campaña ruidosa, Recrear en esta instancia apenas si ocupó el 1,41% de los votos y se ubicó detrás tanto del PH como de la Izquierda Unida, que había obtenido el 1,49%, lo que implicó una fuga de 37.143 votos con respecto a las presidenciales de abril.
El escenario local demostró un fuerte recambio en la política rionegrina. En las anteriores elecciones, Verani había triunfado gracias al voto del Alto Valle, a pesar de los malos resultados electorales en Viedma, donde su oponente justicialista, Remo Costanzo había obtenido un contundente triunfo. A pesar de que Saiz tenía una historia política similar a la de su predecesor como intendente de General Roca, el departamento homónimo demostró una hostilidad nunca antes vista para un candidato del radicalismo, con un triunfo estrecho pero sorpresivo de Soria, del 28,84% de los votos contra el 27,66% de Saiz y el 26,29% de Arriaga, la primera vez desde 1973 en que un candidato peronista se imponía en el Alto Valle. Paralelamente, la victoria de Saiz en Viedma, de casi quince puntos, resultó clave para asegurar el triunfo radical, cuando en los anteriores comicios era el único distrito importante que no había ganado (conduciendo a la elección del justicialista Gustavo Costanzo como intendente) y siempre había sido un bastión de fuerzas no radicales, desde el PJ hasta el PPR. La UCR también se impuso en otros distritos que se habían mostrado más inclinados al peronismo anteriormente, como El Cuy y San Antonio. La victoria de Soria en General Roca sirvió como anticipo municipal tal y como lo había sido la de Costanzo en Viedma. Tan solo unas semanas más tarde, Soria resultó elegido intendente de General Roca, arrebatando la intendencia al radicalismo e iniciando el camino que lo llevaría a ganar la gobernación en 2011.
|  | 32,65 % |

|  | 22,15 % |

|  | 8,12 % |

|  | 30,27 % |

|  | 20,37 % |

|  | 10,35 % |

|  | 1,59 % |

|  | 1,49 % |

|  | 1,41 % |

|  | 0,95 % |

|  | 0,91 % |

|  | 91,34 % |

|  | 7,18 % |

|  | 1,48 % |

|  | 100 % |

|  | 73,97 % |

#### Resultados por departamento
| Departamento        | Saiz/ De Rege (CpD) | Saiz/ De Rege (CpD) | Soria/ Durán (PJ/PPR) | Soria/ Durán (PJ/PPR) | Arriaga/ Di Biase (ARI) | Arriaga/ Di Biase (ARI) | Rosso/ Sarandía (MARA) | Rosso/ Sarandía (MARA) | Martínez/ Nemeth (PH) | Martínez/ Nemeth (PH) | Alak/ Rodríguez (IU) | Alak/ Rodríguez (IU) | Argibay/ Gómez (Recrear) | Argibay/ Gómez (Recrear) | Castañeda/ Sanguinetti (PUL) | Castañeda/ Sanguinetti (PUL) | Pastor/ Calderón (PO) | Pastor/ Calderón (PO) | Positivos | Positivos | En blanco | En blanco | Anulados | Anulados | Participación | Participación | Registrados |
| Departamento        | Votos               | %                   | Votos                 | %                     | Votos                   | %                       | Votos                  | %                      | Votos                 | %                     | Votos                | %                    | Votos                    | %                        | Votos                        | %                            | Votos                 | %                     | Votos     | %         | Votos     | %         | Votos    | %        | Votos         | %             | Registrados |
| ------------------- | ------------------- | ------------------- | --------------------- | --------------------- | ----------------------- | ----------------------- | ---------------------- | ---------------------- | --------------------- | --------------------- | -------------------- | -------------------- | ------------------------ | ------------------------ | ---------------------------- | ---------------------------- | --------------------- | --------------------- | --------- | --------- | --------- | --------- | -------- | -------- | ------------- | ------------- | ----------- |
| Adolfo Alsina       | 11.378              | 44,63%              | 7.429                 | 29,13%                | 1.363                   | 5,35%                   | 4.306                  | 16,89%                 | 201                   | 0,79%                 | 273                  | 1,07%                | 141                      | 0,55%                    | 203                          | 0,80%                        | 201                   | 0,79%                 | 25.495    | 89,64%    | 2.440     | 8,58%     | 508      | 1,79%    | 28.443        | 74,72%        | 38.066      |
| Avellaneda          | 5.237               | 36,11%              | 6.049                 | 41,71%                | 1.159                   | 7,99%                   | 1.428                  | 9,85%                  | 74                    | 0,51%                 | 86                   | 0,59%                | 289                      | 1,99%                    | 86                           | 0,59%                        | 93                    | 0,64%                 | 14.501    | 91,70%    | 1.140     | 7,21%     | 172      | 1,09%    | 15.813        | 78,24%        | 20.211      |
| Bariloche           | 13.315              | 32,76%              | 9.328                 | 22,96%                | 9.943                   | 24,47%                  | 4.148                  | 10,21%                 | 993                   | 2,44%                 | 1.313                | 3,23%                | 638                      | 1,57%                    | 499                          | 1,23%                        | 461                   | 1,13%                 | 40.638    | 87,96%    | 4.781     | 10,35%    | 782      | 1,69%    | 46.201        | 69.234        | 66,73%      |
| Conesa              | 1.461               | 45,79%              | 1.346                 | 42,18%                | 228                     | 7,15%                   | 86                     | 2,70%                  | 14                    | 0,44%                 | 15                   | 0,47%                | 7                        | 0,22%                    | 18                           | 0,56%                        | 16                    | 0,50%                 | 3.191     | 93,23%    | 210       | 6,13%     | 22       | 0,64%    | 3.423         | 77,87%        | 4.396       |
| El Cuy              | 710                 | 43,85%              | 653                   | 40,34%                | 161                     | 9,94%                   | 37                     | 2,29%                  | 17                    | 1,05%                 | 18                   | 1,11%                | 5                        | 0,31%                    | 17                           | 1,05%                        | 1                     | 0,06%                 | 1.619     | 96,20%    | 60        | 3,57%     | 4        | 0,24%    | 1.683         | 68,14%        | 2.470       |
| General Roca        | 33.337              | 27,66%              | 34.753                | 28,84%                | 31.678                  | 26,29%                  | 12.298                 | 10,21%                 | 2.300                 | 1,91%                 | 1.604                | 1,33%                | 2.167                    | 1,80%                    | 1.157                        | 0,96%                        | 1.211                 | 1,00%                 | 120.505   | 92,08%    | 8.280     | 6,33%     | 2.082    | 1,59%    | 130.867       | 76,24%        | 171.651     |
| Ñorquincó           | 412                 | 45,88%              | 418                   | 46,55%                | 32                      | 3,56%                   | 17                     | 1,89%                  | 0                     | 0,00%                 | 3                    | 0,33%                | 5                        | 0,56%                    | 7                            | 0,78%                        | 4                     | 0,45%                 | 898       | 88,30%    | 98        | 9,64%     | 21       | 2,06%    | 1.017         | 69,33%        | 1.467       |
| Nueve de Julio      | 698                 | 37,67%              | 648                   | 34,97%                | 47                      | 2,54%                   | 429                    | 23,15%                 | 9                     | 0,49%                 | 11                   | 0,59%                | 3                        | 0,16%                    | 4                            | 0,22%                        | 4                     | 0,22%                 | 1.853     | 95,71%    | 77        | 3,98%     | 6        | 0,31%    | 1.936         | 73,14%        | 2.647       |
| Pichi Mahuida       | 1.966               | 29,90%              | 2.939                 | 44,69%                | 1.170                   | 17,79%                  | 199                    | 3,03%                  | 40                    | 0,61%                 | 49                   | 0,75%                | 22                       | 0,33%                    | 146                          | 2,22%                        | 45                    | 0,68%                 | 6.576     | 91,79%    | 512       | 7,15%     | 76       | 1,06%    | 7.164         | 75,35%        | 9.508       |
| Pilcaniyeu          | 985                 | 36,32%              | 1.181                 | 43,55%                | 335                     | 12,35%                  | 129                    | 4,76%                  | 5                     | 0,19%                 | 42                   | 1,55%                | 13                       | 0,48%                    | 14                           | 0,52%                        | 8                     | 0,29%                 | 2.712     | 94,92     | 129       | 4,52%     | 16       | 0,56%    | 2.857         | 75,60%        | 3.779       |
| San Antonio         | 4.553               | 38,79%              | 4.379                 | 37,31%                | 1.601                   | 13,64%                  | 756                    | 6,44%                  | 107                   | 0,91%                 | 101                  | 0,86%                | 53                       | 0,45%                    | 91                           | 0,78%                        | 96                    | 0,82%                 | 11.737    | 94,65%    | 533       | 4,30%     | 130      | 1,05%    | 12.400        | 73,14%        | 16.954      |
| Valcheta            | 861                 | 33,67%              | 923                   | 36,11%                | 602                     | 23,54%                  | 96                     | 3,75%                  | 21                    | 0,82%                 | 19                   | 0,74%                | 12                       | 0,47%                    | 10                           | 0,39%                        | 13                    | 0,51%                 | 2.557     | 96,89%    | 64        | 2,43%     | 18       | 0,68%    | 2.639         | 71,38%        | 3.697       |
| Veinticinco de Mayo | 3.289               | 45,69%              | 2.452                 | 34,06%                | 471                     | 6,54%                   | 853                    | 11,85%                 | 29                    | 0,40%                 | 30                   | 0,42%                | 19                       | 0,26%                    | 34                           | 0,47%                        | 22                    | 0,31%                 | 7.199     | 93,09%    | 491       | 6,35      | 43       | 0,56%    | 7.733         | 74,82%        | 10.336      |
| Total               | 78.202              | 32,65%              | 72.498                | 30,27%                | 48.790                  | 20,37%                  | 24.782                 | 10,35%                 | 3.810                 | 1,59%                 | 3.564                | 1,49%                | 3.374                    | 1,41%                    | 2.286                        | 0,95%                        | 2.175                 | 0,91%                 | 239.481   | 91,34%    | 18.815    | 7,18%     | 3.880    | 1,48%    | 262.176       | 73,97%        | 354.416     |

### Legislatura

#### Nivel general
El sistema electoral mixto y la atomización entre distintas fuerzas jugó un papel trascendental no solo en el mantenimiento de la hegemonía radical sobre la provincia, sino también en el hecho de que lograra retener una mayoría parlamentaria desproporcionadamente grande con respecto a su resultado electoral. A pesar de haber recibido menos de un tercio de los votos, la Concertación para el Desarrollo obtuvo 17 de los 24 escaños circuitales, que compensaron los solo 7 de 19 escaños poblacionales obtenidos, generando una mayoría absoluta de 24 sobre 43 bancas. Si bien representó una pérdida de un escaño para el oficialismo con respecto a las elecciones anteriores, implicó un incremento de dos bancas con respecto al bloque radical en el momento debido a la disolución posterior de la Alianza para el Trabajo, la Justicia y la Educación. Para este resultado fue clave la división entre el Partido Justicialista y el Partido Provincial Rionegrino, que presentaron la misma fórmula gubernativa pero concurrieron por separado a los comicios legislativos, impidiendo de este modo que las listas para la Legislatura que apoyaron a la segunda fuerza gubernativa generaran un contrapeso que superara el 22% de piso en los distritos circuitales.
Destacaron los casos del circuito de Alto Valle Centro, donde la Concertación recibió solo el 32,33% de los votos pero se quedó con las tres bancas en disputa debido a que la formación más cercana, el PJ, solo obtuvo el 21,64%. Resultados similares se dieron en el circuito Andino y el de Valle Inferior. El peso de los localismos se evidenció también en el resultado legislativo, obteniendo el Encuentro para los Rionegrinos las tres bancas en disputa en el circuito de Alto Valle Oeste, donde superó a la Concertación por veinte puntos de diferencia y el justicialismo se ubicó tercero. Si bien no consiguió representación parlamentaria, la formación Recrear para el Crecimiento tuvo un buen desempeño en el circuito de Línea Sur, donde logró el 17,70% de los votos y se ubicó tercero detrás de la Concertación y el PJ. Aunque tuvo un desempeño aceptable, el MARA no pudo superar el 22% de los votos en ningún circuito y no obtuvo legisladores mediante este sistema, mientras que pudo obtener dos bancas proporcionales con la elección de Osvaldo Muena y Celia Graffigna. Situación similar enfrentó el PPR, que pudo consagrar como diputado poblacional a Claudio Lueiro.
Hubo dieciséis mujeres electas, quince de las cuales asumieron sus cargos, lo que implicó la legislatura con mayor representación femenina hasta el momento, con un 37,21% de mujeres diputadas. Todos los bloques políticos en la legislatura entrante (con la excepción del PPR, que solo obtuvo un diputado) contaban con al menos una mujer electa.
|  | 32,15 % |

|  | 33,28 % |

|  | 21,30 % |

|  | 21,30 % |

|  | 19,03 % |

|  | 18,81 % |

|  | 9,91 % |

|  | 10,30 % |

|  | 7,99 % |

|  | 8,00 % |

|  | 2,54 % |

|  | 1,77 % |

|  | 1,75 % |

|  | 1,54 % |

|  | 1,67 % |

|  | 1,50 % |

|  | 1,62 % |

|  | 1,71 % |

|  | 1,10 % |

|  | 1,02 % |

|  | 0,94 % |

|  | 0,77 % |

|  | 87,67 % |

|  | 84,77 % |

|  | 10,72 % |

|  | 13,70 % |

|  | 1,61 % |

|  | 1,54 % |

|  | 100 % |

|  | 100 % |

|  | 73,97 % |

|  | 73,97 % |

#### Resultados por circuitos electorales
|  | 32,33 % |

|  | 21,64 % |

|  | 14,74 % |

|  | 11,53 % |

|  | 11,36 % |

|  | 2,41 % |

|  | 1,76 % |

|  | 1,67 % |

|  | 1,45 % |

|  | 1,11 % |

|  | 90,35 % |

|  | 7,90 % |

|  | 1,75 % |

|  | 74,65 % |

|  | 74,65 % |

|  | 35,31 % |

|  | 34,07 % |

|  | 11,71 % |

|  | 6,67 % |

|  | 7,18 % |

|  | 1,58 % |

|  | 1,41 % |

|  | 1,35 % |

|  | 0,71 % |

|  | 82,48 % |

|  | 16,25 % |

|  | 1,27 % |

|  | 100 % |

|  | 79,34 % |

|  | 40,07 % |

|  | 21,21 % |

|  | 12,91 % |

|  | 10,97 % |

|  | 6,26 % |

|  | 2,81 % |

|  | 2,22 % |

|  | 1,47 % |

|  | 1,14 % |

|  | 0,94 % |

|  | 84,50 % |

|  | 13,88 % |

|  | 1,62 % |

|  | 100 % |

|  | 76,29 % |

|  | 37,01 % |

|  | 20,83 % |

|  | 14,06 % |

|  | 9,64 % |

|  | 7,43 % |

|  | 3,82 % |

|  | 2,69 % |

|  | 1,81 % |

|  | 1,55 % |

|  | 1,18 % |

|  | 80,07 % |

|  | 18,29 % |

|  | 1,64 % |

|  | 100 % |

|  | 67,23 % |

|  | 39,51 % |

|  | 28,88 % |

|  | 15,18 % |

|  | 8,02 % |

|  | 6,56 % |

|  | 0,99 % |

|  | 0,87 % |

|  | 88,73 % |

|  | 10,36 % |

|  | 0,92 % |

|  | 100 % |

|  | 72,75 % |

|  | 47,93 % |

|  | 29,85 % |

|  | 17,70 % |

|  | 4,52 % |

|  | 85,52 % |

|  | 14,00 % |

|  | 0,49 % |

|  | 100 % |

|  | 74,63 % |

|  | 38,77 % |

|  | 21,88 % |

|  | 13,39 % |

|  | 12,26 % |

|  | 7,39 % |

|  | 4,40 % |

|  | 1,12 % |

|  | 0,80 % |

|  | 83,27 % |

|  | 14,69 % |

|  | 2,04 % |

|  | 100 % |

|  | 75,05 % |

|  | 37,01 % |

|  | 33,33 % |

|  | 9,53 % |

|  | 8,94 % |

|  | 7,82 % |

|  | 2,01 % |

|  | 1,36 % |

|  | 84,00 % |

|  | 14,95 % |

|  | 1,05 % |

|  | 100 % |

|  | 77,31 % |

1. ↑  No se incorporó para asumir el 10 de diciembre de 2003 su segundo mandato como intendenta de Los Menucos. La reemplaza Emilio Solaiman.